# Shamima Shaikh
Pour les articles homonymes, voir Shaikh.
Shamima Shaikh (14 septembre 1960 - 8 janvier 1998) était la plus connue des féministes musulmanes d'Afrique du Sud.

## Sous l'apartheid
Née à Louis-Trichardt, dans l'actuelle province de Limpopo (ancien Nord-Transvaal), elle termina l'école en 1978 et étudia jusqu'en 1984 à l'université de Durban-Westville (UD-W), réservée sous l'apartheid aux étudiants d'origine indienne. Durant cette période, elle s'engagea dans les luttes politiques contre l'apartheid, et fit partie de l'AZAPO (Azanian People's Organisation) de 1984 à 1986.
Shamina Shaikh fut élue en 1985 au comité exécutif de la Société islamique de l'UD-W. Elle est arrêtée le 4 septembre 1985 pour avoir participé à une opération de tractage organisé par le MSA (Muslim Students Association of South Africa, ou « Association d'étudiants musulmans d'Afrique du Sud ») qui appelait au boycott, organisé par le syndicat Fosatu (Federation of South African Trade Unions), des commerces appartenant à des Blancs à Durban. C'est lors de cette arrestation qu'elle rencontre Na'eem Jeenah, le président du MSA, avec qui elle se marie deux ans plus tard.
Une fois ses études terminées, Shamima Shaikh enseigne à Pietersburg, avant de déménager pour Johannesbourg à la suite de son mariage le 20 décembre 1987. Après avoir donné naissance à deux enfants, elle commence à travailler en 1989 avec al-Qalam, un journal s'adressant à la communauté musulmane, qui représente 2 % de la population d'Afrique du Sud. Elle s'engage aussi de plus en plus aux côtés du MYM (Muslim Youth Movement of South Africa, ou « Mouvement de jeunesse musulmane d'Afrique du Sud).
Avec les jeunes militants du MYM, elle fait campagne en 1989 et 1990 contre les élections du Parlement tricaméral, participant aussi aux campagnes du Mass Democratic Movement (« Mouvement démocratique de masse »). En 1993, elle est élue secrétaire de la section locale du Transvaal du MYM, devenant du même coup la deuxième femme à accéder au comité exécutif national du mouvement.
C'est cette même année que Shamima Shaikh devient célèbre pour avoir initié la campagne « les femmes dans la mosquée ». Lors du Ramadan, Shaikh et d'autres femmes militant au MYM se mettent alors à mobiliser les femmes afin qu'elles participent aux prières tarawih à la mosquée de la 23e rue, dans Fietas, à Johannesbourg. Cette action mena à des conflits entre les membres du comité de la mosquée et les militantes du MYM.
Shamima Shaikh devint ensuite la première coordinatrice nationale pour le Muslim Youth Movement Gender Desk ( « Bureau pour le genre du mouvement de jeunesse musulmane »), position qu'elle conserva jusqu'à sa démission à la mi-1996. Sous la direction de Shaikh, le Bureau pour le genre devint l'organisation musulmane la plus active concernant les questions des droits de la femme musulmane et du genre à l'intérieur de la communauté musulmane, et donc l'association la plus active concernant la thématisation sud-africaine du féminisme musulman.

## Après l'apartheid
Lors de la campagne pour les élections de 1994, premières élections nationales non raciales à être organisées en Afrique du Sud, Shaikh participa activement au Forum musulman sur les élections, une coalition d'organisations qui appelaient au vote pour les partis ayant participé au mouvement de libération, en particulier l'ANC (Congrès national africain) et le PAC (Congrès panafricain d'Azanie).
Shamima Shaikh fut diagnostiquée comme atteinte d'un cancer du sein en 1994, et suivie une chimiothérapie en 1996. Après la disparition du cancer, elle décida de ne plus se soumettre à un nouveau traitement chimiothérapique en cas de résurgence de la maladie, refusant de survivre, malade, à l'hôpital. En 1996, elle fit une rechute. La même année, elle fut nommée directrice de gestion de la revue Al-Qalam, qui devint sous sa tutelle le porte-voix d'un islam progressiste en Afrique du Sud.
Shamima Shaikh effectua le hajj (pèlerinage à La Mecque) en avril 1997 avec son mari, expérience qui les mena à écrire à leur retour Journey of Discovery: A South African Hajj (publié en 2000). En août 1997, la radio de la communauté musulmane, The Voice, commençait à émettre, avec Shaikh à sa tête.
Le 22 décembre 1997, Shaikh prononça une conférence intitulée Women & Islam – The Gender Struggle in South Africa: The Ideological Struggle (« Les Femmes et l'islam - la lutte pour le genre en Afrique du Sud : la lutte idéologique »), avant de mourir dix-sept jours plus tard.
L'une des quatre prières funéraires, mixte, faites lors de son enterrement fut effectuée, en conformité avec les requêtes de Shaikh, par une amie (d'ordinaire, ce sont des imams masculins qui dirigent les prières mixtes). Beaucoup de femmes participèrent à ses funérailles à la mosquée de Johannesbourg et à la mosquée de Claremont, au Cap, première mosquée à avoir institué des prières mixtes dirigées par des femmes après celle effectuée en 1994 par l'Afro-Américaine Amina Wadud. Elle est enterrée à Pietersburg.